# Cytora hedleyi
Cytora hedleyi är en snäckart som först beskrevs av Suter 1894.  Cytora hedleyi ingår i släktet Cytora och familjen Pupinidae. Inga underarter finns listade i Catalogue of Life.